# Das abenteuerliche Herz
Das abenteuerliche Herz ("Det äventyrliga hjärtat") är en prosabok av den tyske författaren Ernst Jünger. En första version gavs ut 1929 med undertiteln Aufzeichnungen bei Tag und Nacht ("Anteckningar under dagar och nätter"). Sociologen och Jüngerforskaren professor Carl-Göran Heidegren har kallat den hållning som kommer till uttryck i denna version (och som sträckte sig fram till ungefär 1934) för "preussisk anarkism" - en radikal motståndsattityd som gick på tvären mot i stort sett samtliga ideologier kring denna tid, och som inte kunde inordnas i partipolitisk verksamhet.
En andra version utkom 1938; i denna är två tredjedelar av de ursprungliga texterna bortplockade och omskrivna. Den har undertiteln Figuren und Capriccios ("Figurer och kapriser"), och utgör gradvis en övergång till magisk realism, och anknyter därmed till den allegoriska motståndsromanen På marmorklipporna, som utkom året därpå, 1939.  I synnerhet har politiska och öppet självbiografiska inslag strukits. Boken markerar en övergång från Jüngers tidiga författarskap, som till stor del var präglat av krigsskildringar, metafysisk nationalism och Oswald Spenglers civilisationskritik, till författarens mer svårdefinierade mittfas.
Den andra versionen består av 71 korta och poetiska essäer. Det genomgående temat är erfarenheten av upphöjda sinnestillstånd, i form av rädsla, estetiska upplevelser, drömmar och strid. Denna utgåva finns bland annat översatt till engelska, franska och danska.